# Johann Baptist Chiari
Johann Baptist Chiari (* 15. Juni 1817 in Salzburg; † 11. Dezember 1854 in Wien) war ein österreichischer Geburtshelfer und Gynäkologe.

## Leben
Chiari entstammt der ursprünglich italienischen Familie Chiari, studierte in Wien und wurde 1841 mit der Dissertation De legibus mechanicis motus muscularis promoviert. 1842 wurde er Assistent an der Klinik für Geburtshilfe bei Johann Klein. 1849 erfolgte seine Habilitation. 1853 wurde er Professor für Geburtshilfe in Prag. 1854 wurde er Professor an der Josephs-Akademie in Wien.
Johann Baptist Chiari starb 1854 an Cholera. Er war verheiratet mit Anna Klein (1822–1912), Tochter des Gynäkologen Johann Klein. Er war Vater u. a. des Industriellen Karl von Chiari (1849–1912), des Laryngologen Ottokar von Chiari (1853–1918) sowie des Pathologen Hans Chiari (1851–1916).

## Wirken
Das Chiari-Frommel-Syndrom, das von Chiari erstmals beschriebene Galaktorrhoe-Amenorrhoe-Syndrom nach Schwangerschaft mit danach ausbleibender Menstruation, ist nach ihm und Richard Frommel benannt.
Mit Carl Braun von Fernwald und Joseph Späth veröffentlichte er das erste medizinische Lehrbuch (Klinik der Geburtshilfe und Gynäkologie, Erlangen, Enke, 1855) in dem die Forderungen des Ignaz Semmelweis übernommen wurden, eine Händereinigung vor geburtshilflichen Eingriffen durchzuführen, um damit das Auftreten des Kindbettfiebers zu verhindern.